# 만무방
<만무방>은 1935년 발표된 김유정의 소설이다.

## 줄거리
응칠은 아내와 헤어지고 파산을 선언하고 도박과 절도로 전전하는 동생 응오의 동네에서 무위도식하고 있다. 응오는 반송장이 된 아픈 아내와 사는 순박하고 성실하지만 지주의 가혹한 착취 때문에 벼 추수하기를 거부한다. 그런데 응칠은 동생 응오의 벼가 도둑질당하고 있다는 사실을 알게 된다. 응칠은 마을 사람들이 전과자인 자신을 의심할 것을 알고 도둑을 잡으려고 한다. 성팔을 도둑으로 의심하며 논 가까이에서 은신하여 밤을 샌 응칠은 도둑이 다가오는 것을 보고 잡는데, 도둑은 알고 보니 다름 아닌 동생 응오였던 것이다. 
응칠이는 농토도, 계집도, 집도 없는 뜨내기 홀몸이다. 방이 있대도 남의 곁방이요 잠은 새우잠이다. 꼭 해야만 할 일도 없지만 아득바득 일거리를 찾으려 들지도 않는다. 없으니까 굶고, 마냥 죽치고만 있을 수도 없어 산 속으로 송이를 캐러 나왔다. 
마침 송이 몇 개를 땄다. 한 꾸러미 찬다면 장에 가서 팔 텐데, 우선은 배고픈 김에 큰놈을 제대로 씻지도 않고 우적우적 먹어 삼킨다. 무덤 곁으로 나왔더니 암탉 한 마리가 맴돌기에 잡아서 생살로 뜯어먹었다. 마을로 내려오는 길에 대장장이 성팔이를 만났다. 
응칠이는 정처 없이 떠돌던 끝에 아우가 살고 있는 마을에 흘러든 것이다. 아우는 응고개의 다락 논을 빌려 부치는데, 벼농사가 수확이 시원찮은데 그마저 도적이 들어 밤사이에 벼포기를 잘라 간단다. 성팔이는 응칠이를 의심하는 눈치이고, 응칠이 또한 성팔이가 뒤가 구리니 얼레발을 치는 게 아닌가 살핀다. 
본래 응칠이는 아내와 아들이 있었다. 빚이 늘어났으므로 살림을 더 지탱할 길이 없어, 보잘것없는 세간이나마 짚단까지 모아서 품목을 적고는 글 한 장을 남겼다. 
'……죄진 몸이라 도망하니 그대들은 아예 싸울 게 아니고 서로 의논하여 억울치 않도록 분배하여 가기 바라노라.' 문을 걸어 닫고, 울타리 밑구멍으로 세 식구가 빠져나왔더랬다.
밥을 빌어먹으며 돌아다녔지만 눈보라 속에 어린것의 목숨을 부지하기가 어려웠다. 
그래서 각자 흩어져 제 살길을 찾자고 헤어지고 말았다. 이후, 응칠이는 도박과 절도로 전과 4범이란 딱지를 달게 되었다. 아우를 찾아온 것은 그에게 빌붙고자 해서가 아니라 워낙 핍진한 끝에 혈족이 그리웠던 탓이다. 
아우 응오는 착실한 농군이었지만 벼를 털어 봤자 제 손에 떨어지는 게 하나 없을 것이기에 벼 벨 생각을 않는다. 그러니까 지주와 장리를 놓은 김 참판의 독촉이 어지간하다. 하지만 응오는 "계집이 다 죽게 됐는데 벼는 다 뭐지유우" 하는 말뿐이다. 그러는 사이에 쓸 만한 벼포기는 모가지가 뎅겅뎅겅 잘려나가고 있는 거다. 
응칠이는 주막집에 들러 막걸리 잔을 송이와 바꿔 마셨다. 불쾌한 얼굴로 아우네 집에 들려 송장같이 마른 아우의 처를 본다. 아우는 아내를 얻기 위해 꼬박 3년간이나 머슴을 살았는데, 단 두 해를 못 살고 이 꼴이다. 수심에 가득 찬 응오는, 형이 성팔이 이름을 들먹여도 쓰다 달다 대답이 없다. 
밤에 담배를 한 봉 살까 해서 나왔다가 높은 산 고랑에 불빛이 펀듯 하는 걸 용케 목격했다. 바위틈에 굴이 하나 있는데, 마을 노름꾼들이 숨어서 화투짝을 돌리고 있을 게 분명했다. 노름이라면 이골이 난 터였다. 
여럿 중에 재성이와, 며칠 전에 제 계집을 팔아 영동엘 가서 장사에 나서겠다던 기호도 끼어 있었다. 그는 기호를 불러내 돈 2원을 꿔달라고 으름장을 놓았다. 따면 그것을 반 나누어주겠다 하자 기호는 쭈뼛쭈뼛 돈을 빌려준다. 응칠이는 9원 80전을 땄다. 
기호한테 5원을 주고 나오는데, 재성이가 따라 나와 눈물까지 글썽이며 동정을 구하기에 2원을 떼 주었다. 혼자 걸어 서낭당이 있는 곳까지 왔다. 뭔가 바스락바스락하기에 등에 식은땀이 솟는다. 게다가 이슬까지 내려, 공포도 공포려니와 냉기로 하여 견디기가 어려웠다. 
그의 걸음은 어느새 아우가 벼농사를 짓는 응고개 쪽에 가까워지고 있었다. 벼룩의 간을 빼먹는 도둑을 기필코 잡아낼 작정이었다. 빗방울이 하나 둘 떨어지기 시작하는 참에, 과연 논둑에 희끄무레한 사람 형상이 얼씬거린다. 
성필일까, 재성일까…… 응칠이는 몽둥이를 찾아들고 소나무에 붙어 서서 도적이 벼를 훔쳐 나올 때까지 기다린다. 한 사내가 얼굴을 수건이지 헝겊인지로 가리고 봇짐을 챙겨든 걸 보고는 몽둥이를 휘둘러 허리께를 내려조졌다. 어이쿠쿠 하며 복면한 사내가 나뒹군다. 
그런데 알고 본즉 그 자는 아우 응오였다. 자기 농사를 자기가 훔쳐먹어야 하는 현실이 너무 참혹하다. 응칠이는 홧김에 또 아우의 앞정강이와 등을 매타작했다. 그래놓고서는 마음이 편할 수 없어, 아우를 일으켜 등에 업고는 한숨을 쉬어가며 돌아온다. 